# Federación Cubana de Baloncesto
La Federación Cubana de Baloncesto (FCB) es el organismo que rige las competiciones de clubes y la Selección nacional de Cuba. Pertenece a la asociación continental FIBA Américas.